# Sąd Konstytucyjny Ukrainy
Sąd Konstytucyjny Ukrainy (ukr. Конституційний Суд України) – sąd konstytucyjny Ukrainy, kontrolujący konstytucyjność aktów normatywnych z Konstytucją Ukrainy.

## Historia
Sąd Konstytucyjny Ukraińskiej Socjalistycznej Republiki Radzieckiej został po raz pierwszy powołany do życia w 1990 roku, poprzez wprowadzenie zmian do Konstytucji USRR z 1978 roku. Jego utworzenie było jedną z części zmian ustrojowych, jakie powszechnie wprowadzano po osiągnięciu niepodległości.
Jednak, w latach 1990–1996 Sąd Konstytucyjny był faktycznie instytucją martwą, ponieważ Rada Najwyższa Ukrainy nie powołała sędziów, chociaż odpowiednia ustawa została wówczas uchwalona.

## Zasady działania
Obecny Sąd Konstytucyjny Ukrainy funkcjonuje od 1 stycznia 1997 roku na mocy przepisów Konstytucji Ukrainy i ustawy z dnia 16 października 1996 roku o Sądzie Konstytucyjnym Ukrainy.
Według art. 147 konstytucji Ukrainy, Sąd Konstytucyjny jest jedynym organem sądownictwa konstytucyjnego rozstrzygającym o zgodności ustaw i innych aktów normatywnych z konstytucją. Kompetencje Sądu określone zostały przez art. 150-151 Konstytucji i ustawę o Sądzie Konstytucyjnym.

## Struktura
Sąd Konstytucyjny Ukrainy składa się z 18 sędziów. Jego skład określają trzy podmioty: Prezydent Ukrainy, Rada Najwyższa Ukrainy oraz Zjazd Sędziów Ukrainy. Każdy z tych trzech podmiotów na zasadzie równości powołuje sześciu sędziów. Kadencja sędziów Sądu Konstytucyjnego trwa 10 lat bez możliwości powołania na następną kadencję. Warunkami przyjęcia w skład Sądu Konstytucyjnego są:
- ukończone w dniu powołania 40 lat,
- ukończone studia wyższe w kierunku prawniczym,
- minimalnie 10-letni staż w zawodzie,
- władanie językiem ukraińskim oraz
- zamieszkiwanie na terytorium Ukrainy przez ostatnie 10 lat do momentu powołania.

Pracami Sądu Konstytucyjnego kieruje Przewodniczący. Wybierany on jest na jedną trzyletnią kadencję spośród wszystkich sędziów Sądu Konstytucyjnego, na głosowaniu tajnym odbywającym się na specjalnym posiedzeniu Sądu Konstytucyjnego.

## Kontakt z Sądem Konstytucyjnym
Obywatele Ukrainy, przebywający na jej terytorium oraz osoby nieposiadające obywatelstwa ukraińskiego mogą jedynie zadawać pytania Sądowi Konstytucyjnemu co do konstytucyjności ustaw lub przepisów. Pisemny wniosek może zostać dostarczony osobiście lub drogą pocztową na adres Sądu Konstytucyjnego: vul. Zhylyanska 14, 01033 Kijów, Ukraina.